# René Ferracci
Pour les articles homonymes, voir Ferracci.
René Ferracci, né le 27 novembre 1927 à Paris et mort le 25 février 1982 dans la même ville, est un directeur artistique et affichiste français. Il obtint le César d'honneur en 1986 à titre posthume : il est, avec Roger Soubie, Constantin Belinsky, Boris Grinsson, Jean Mascii, Clément Hurel et Michel Landi, l'un des plus prolifiques créateurs d'affiches de cinéma en France de la deuxième moitié du XXe siècle.

## Biographie
René Ferracci suit les cours de René Cottet à l'école Estienne, où il apprend la gravure en taille-douce. En 1949, après son service militaire, il devient chef de publicité à la MGM. Là, il est chargé des pavés presse, qui représentent durant ces années-là une partie importante de la publicité pour le cinéma. Armé de ses porte-plumes et de son encre de Chine, il dessine un grand nombre d'« accroches » pour les journaux les plus populaires de l'époque, à savoir France-Soir ou Paris Presse. Au début des années 1950, il devient le directeur artistique de Filmsonor-Cinédis.
Parmi plus de 3 000 créations, certaines ont marqué les années 1970 par leurs motifs : aura surréaliste pour Le Charme discret de la bourgeoisie de Luis Buñuel , l'élégance pour Providence  d’Alain Resnais, ou la cocarde tricolore pour  La Nuit de Varennes  d’Ettore Scola. D'autres affiches encore : Diva de Jean-Jacques Beineix, Le Casanova de Fellini  de Federico Fellini.
Il a revalorisé un genre qui déclinait sous la poussée des maquettistes et le poids économique du cinéma américain, et ouvert la brèche aux illustrateurs et à une nouvelle génération d’affichistes de cinéma que l’on a vu s’épanouir dans les années 1980. C’est le trait d’union entre la tradition et les nouvelles tendances influencées par la bande dessinée et l’illustration de presse.
Ses affiches sont recherchées par les collectionneurs. Il a reçu à titre posthume un César d'honneur pour l'ensemble de son œuvre en 1986 aux 11e César du Cinéma Français.
Il meurt d'une crise cardiaque. Il est inhumé au cimetière de Montmartre (30e division).

## Affiches de films

### Ressortie de films
- Le Dernier Round, de Buster Keaton (1926)

### Années 1950
- 1953 : Le Salaire de la peur, de Henri-Georges Clouzot
- 1954 : Ali Baba et les Quarante Voleurs, de Jacques Becker
- 1955 : Si tous les gars du monde, de Christian-Jaque
- 1956 :
  - Le Couturier de ces dames de Jean Boyer
  - Elena et les Hommes, de Jean Renoir
  - Le Secret de sœur Angèle, de Léo Joannon
- 1957 :
  - Le goût du massacre (ou Mademoiselle et son gang), de Jean Boyer
  - Un roi à New York, de Charlie Chaplin
- 1958 : 
  - En cas de malheur, de Claude Autant-Lara
  - Le Clochard, de Gilles Grangier
  - Les Grandes Familles, de Denys de La Patellière
- 1959 :
  - Maigret et l'Affaire Saint-Fiacre, de Jean Delannoy

### Années 1960
- 1961 : Divorce à l'italienne, de Pietro Germi
- 1962 : 
  - Le Bateau d'Émile, de Denys de La Patellière
  - Les Amants de Teruel, de Raymond Rouleau
- 1963 : Le Bon Roi Dagobert, de Pierre Chevalier
- 1964 : 
  - La Chasse à l'homme, d'Édouard Molinaro
  - Les Cheyennes, de John Ford (avec Yves Thos)
  - Week-end à Zuydcoote, de Henri Verneuil
- 1965 :
  - Les Tribulations d'un Chinois en Chine, de Philippe de Broca
  - La 317e Section, de Pierre Schoendoerffer
- 1966 : 
  - La Grande Vadrouille, de Gérard Oury
  - Le Deuxième Souffle, de Jean-Pierre Melville
  - Made in USA, de Jean-Luc Godard
  - Qui a peur de Virginia Woolf ?, de Mike Nichols
  - Tendre Voyou, de Jean Becker
- 1967 : 
  - Belle de jour, de Luis Buñuel
  - Bonaparte et la révolution
  - Les Demoiselles de Rochefort, de Jacques Demy
  - Deux Anglaises en délire, de Desmond Davis
  - Fantomas contre Scotland Yard, d'André Hunebelle
  - Oscar, d'Édouard Molinaro
  - Playtime, de Jacques Tati
  - Le Samouraï, de Jean-Pierre Melville
  - La Religieuse, de Jacques Rivette
  - Le Voleur, de Louis Malle
- 1968 :
  - Adieu l'ami, de Jean Herman
  - Baisers volés, de François Truffaut
  - Bonnie et Clyde, d'Arthur Penn
  - Cérémonie secrète, de Joseph Losey
  - Chantage à la drogue, de David Greene
  - La Chinoise, de Jean-Luc Godard
  - La Grande Lessive (!), de Jean-Pierre Mocky
  - Le Lauréat, de Mike Nichols
  - La mariée était en noir, de François Truffaut
  - Le cœur est un chasseur solitaire, de Robert Ellis Miller
- 1969 : 
  - Appelez-moi Mathilde, de Pierre Mondy
  - L'Armée des ombres, de Jean-Pierre Melville
  - Bye bye, Barbara, de Michel Deville
  - Catherine, il suffit d'un amour, de Bernard Borderie
  - Le Clan des Siciliens, de Henri Verneuil
  - Duel dans l'ombre, de John Guillermin
  - Jeff, de Jean Herman
  - Le Grand silence, de Sergio Corbucci
  - La Horde sauvage, de Sam Peckinpah
  - Ma nuit chez Maud, de Éric Rohmer
  - La Nuit du lendemain, de Hubert Cornfield
  - Prends l'oseille et tire-toi, de Woody Allen
  - Sweet Charity, de Bob Fosse
  - Une poignée de plombs, d'Alan Smithee
  - Z, de Costa-Gavras

### Années 1970
- 1970 : 
  - Airport, de George Seaton
  - L'Ardoise, de Claude Bernard-Aubert
  - L'Aveu, de Costa-Gavras
  - Bora Bora, de Ugo Liberatore
  - Borsalino, de Jacques Deray
  - Candy, de Christian Marquand
  - Le Cercle rouge, de Jean-Pierre Melville
  - Les Choses de la vie, de Claude Sautet
  - Cran d'arrêt, d'Yves Boisset
  - Ils, de Jean-Daniel Simon
  - Journal intime d'une femme mariée, de Frank Perry
  - La Modification, de Michel Worms
  - Patton, de Franklin Schaffner
  - Rio Lobo, de Howard Hawks
  - Sex Power, de Henry Chapier
  - Sortie de secours, de Roger Kahane
  - Le Territoire des autres, de François Bel et Michel Fano
  - Tora ! Tora ! Tora !, de Richard Fleischer
  - Le Voyou, de Claude Lelouch
  - Waterloo, de Serge Bondartchouk
- 1971 :
  - Big Jake, de George Sherman
  - Le Chat, de Pierre Granier-Deferre
  - Deux Hommes dans l'Ouest, de Blake Edwards
  - French Connection, de William Friedkin
  - L'Explosion, de Marc Simenon
  - La Cité sans voiles, de Jules Dassin
  - Little Big Man, d'Arthur Penn
  - La Veuve Couderc, de Pierre Granier-Deferre
  - Le Saut de l'ange, de Yves Boisset (co-signée par Roger Boumendil)
  - Les Aveux les plus doux, d'Édouard Molinaro
  - Les Chiens de paille, de Sam Peckinpah
  - Les Clowns, de Federico Fellini
  - Le Mans, de Lee H. Katzin
  - Mort à Venise, de Luchino Visconti
  - Mourir d'aimer, d'André Cayatte
  - Point limite zéro, de Richard C. Sarafian
  - Rendez-vous à Bray, de André Delvaux
  - Sans mobile apparent, de Philippe Labro
  - Soleil rouge, de Terence Young
  - Smic, Smac, Smoc, de Claude Lelouch
  - Une saison en enfer, de Nelo Risi
  - Trafic, de Jacques Tati
- 1972 :
  - L'Audience, de Marco Ferreri
  - L'Autre, de Robert Mulligan
  - L'aventure c'est l'aventure, de Claude Lelouch
  - Cabaret, de Bob Fosse
  - Le Charme discret de la bourgeoisie, de Luis Buñuel
  - Chut !, de Jean-Pierre Mocky
  - La classe ouvrière va au paradis, de Elio Petri
  - Docteur Popaul, de Claude Chabrol
  - Églantine, de Jean-Claude Brialy
  - Elle cause plus... elle flingue, de Michel Audiard
  - Et puis M... je t'aime, de Steven Hilliard Stern
  - Un flic, de Jean-Pierre Melville
  - Fusil chargé, de Carlo Lombardini
  - Guet-apens, de Sam Peckinpah
  - Un homme libre, de Roberto Muller
  - Une journée d'Ivan Denissovitch, de Caspar Wrede
  - Liza, de Marco Ferreri
  - Nous ne vieillirons pas ensemble, de Maurice Pialat
  - La Poussière, la Sueur et la Poudre, de Dick Richards
  - Rak, de Charles Belmont
  - La Scoumoune, de José Giovanni
  - Trois milliards sans ascenseur, de Roger Pigaut
  - Les Tueurs à gages, de Pasquale Squitieri
  - Viol en première page, de Marco Bellocchio
  - La Vraie Nature de Bernadette, de Gilles Carle
- 1973 :
  - Charlie et ses deux nénettes, de Joël Séria
  - Il n'y a pas de fumée sans feu, d'André Cayatte
  - Glissements progressifs du plaisir, d'Alain Robbe-Grillet
  - L'Emmerdeur, d'Édouard Molinaro
  - L'Héritier, de Philippe Labro
  - L'Histoire très bonne et très joyeuse de Colinot trousse-chemise, de Nina Companeez
  - La Dernière Bourrée à Paris, de Raoul André
  - Lucky Luciano, de Francesco Rosi
  - Ludwig ou le Crépuscule des dieux, de Luchino Visconti
  - Le Magnifique, de Philippe de Broca
  - Maison de Poupée, de Joseph Losey
  - La Nuit américaine, de François Truffaut
  - Pat Garrett et Billy le Kid, de Sam Peckinpah
- 1974 :
  - C'est la queue du chat qui m'électrise, d'Ernst Hofbauer
  - Le Chaud Lapin, de Pascal Thomas
  - Le Cri du cœur, de Claude Lallemand
  - Dupont Lajoie, de Yves Boisset
  - Le Fantôme de la liberté, de Luis Buñuel
  - La Fille au violoncelle, de Yvan Butler
  - L'Horloger de Saint-Paul, de Bertrand Tavernier
  - L'Ironie du sort, d'Édouard Molinaro
  - Un linceul n'a pas de poches, de Jean-Pierre Mocky
  - Nada, de Claude Chabrol
  - Pain et Chocolat, de Franco Brusati
  - La Race des seigneurs, de Pierre Granier-Deferre
  - Romances et Confidences, de Mario Monicelli
  - Le Secret, de Robert Enrico
  - Les Seins de glace, de Georges Lautner
  - Stavisky de Alain Resnais
  - Le Trio infernal, de Francis Girod
  - Les Valseuses, de Bertrand Blier
- 1975 :
  - Adieu ma jolie, de Dick Richards
  - Adieu Poulet, de Pierre Granier-Deferre
  - Un après-midi de chien, de Sidney Lumet
  - Black Moon, de Louis Malle
  - La Cage, de Pierre Granier-Deferre
  - Catherine et Compagnie, de Michel Boisrond
  - La Chair de l'orchidée, de Patrice Chéreau
  - La Course à l'échalote, de Claude Zidi
  - Un divorce heureux, de Henning Carlsen
  - La Femme du dimanche, de Luigi Comencini
  - French Connection 2, de John Frankenheimer
  - Les Galettes de Pont-Aven, de Joël Séria
  - La Guerre d'Algérie, d'Yves Courrière
  - Il pleut sur Santiago, de Helvio Soto
  - L'Important c'est d'aimer, d'Andrzej Żuławski
  - Les Innocents aux mains sales, de Claude Chabrol
  - Le Jeu avec le feu, de Alain Robbe-Grillet
  - Le Jour du fléau, de John Schlesinger
  - Mort d'un guide, de Jacques Ertaud
  - Peur sur la ville, de Henri Verneuil
  - Section spéciale, de Costa-Gavras
  - Souvenirs d'en France, d'André Téchiné
  - La Traque, de Serge Leroy
  - Vérités et Mensonges, d'Orson Welles
- 1976 :
  - L'Aile ou la Cuisse, de Claude Zidi
  - L'Alpagueur, de Philippe Labro
  - À nous les petites Anglaises, de Michel Lang
  - Barocco, d'André Téchiné
  - Buffalo Bill et les Indiens, de Robert Altman
  - Calmos, de Bertrand Blier
  - Le Corps de mon ennemi, de Henri Verneuil
  - L'Acrobate, de Jean-Daniel Pollet
  - Le Casanova de Fellini, de Federico Fellini
  - Un éléphant ça trompe énormément, d'Yves Robert
  - Le Guêpier, de Roger Pigaut
  - Le Juge et l'Assassin, de Bertrand Tavernier
  - Monsieur Klein, de Joseph Losey
  - Le Pont de singe
  - Les Œufs brouillés, de Joël Santoni
  - Nuit d'or, de Serge Moati
  - Police Python 357, d'Alain Corneau
  - Un enfant dans la foule, de Gérard Blain
- 1977 :
  - L'Animal, de Claude Zidi
  - Cet obscur objet du désir, de Luis Buñuel
  - Croix de Fer, de Sam Peckinpah
  - La Dentellière, de Claude Goretta
  - Histoire d'aimer, de Marcello Fondato
  - L'Imprécateur, de Jean-Louis Bertuccelli
  - Nous irons tous au paradis, d'Yves Robert
  - La Menace, d'Alain Corneau
  - Le Gang, de Jacques Deray
  - Le Juge Fayard dit Le Shériff, d'Yves Boisset
  - Le Point de mire, de Jean-Claude Tramont
  - Les Nouveaux Monstres, de Mario Monicelli, Dino Risi et Ettore Scola
  - Les Passagers, de Serge Leroy
  - Mort d'un pourri, de Georges Lautner
  - Plus ça va, moins ça va, de Michel Vianey
  - Providence, d'Alain Resnais
  - Ruby, de Curtis Harrington
  - Tendre Poulet, de Philippe de Broca
  - Un bourgeois tout petit petit, de Mario Monicelli
  - Un taxi mauve, d'Yves Boisset
  - Vous n'aurez pas l'Alsace et la Lorraine, de Coluche
- 1978 : 
  - D'amour et de sang, de Lina Wertmüller
  - Judith Therpauve, de Patrice Chéreau
  - Le Dernier Amant romantique, de Just Jaeckin
  - Le Privé de ces dames, de Robert Moore
  - Les Bronzés, de Patrice Leconte
  - Les Folles Aventures de Picasso, de Tage Danielsson
  - La Grande Cuisine, de Ted Kotcheff
  - Les monstres sont toujours vivants, de Larry Cohen
  - Les Routes du sud, de Joseph Losey
  - Le Sucre, de Jacques Rouffio
  - Mort sur le Nil, de John Guillermin
  - Préparez vos mouchoirs, de Bertrand Blier
  - Série noire, d'Alain Corneau
  - Tendre Poulet, de Philippe de Broca
  - Un mariage, de Robert Altman
- 1979 :
  - L'Adolescente, de Jeanne Moreau
  - L'Associé, de René Gainville
  - Les Bidasses en vadrouille, de Christian Caza
  - Bobo Jacco, de Walter Bal
  - Les Bronzés font du ski, de Patrice Leconte
  - Cause toujours... tu m'intéresses !, d'Édouard Molinaro
  - Les Charlots en délire, d'Alain Basnier
  - Les Chiens, d'Alain Jessua
  - Clair de femme, de Costa-Gavras
  - Coup de tête, de Jean-Jacques Annaud
  - La Dérobade, de Daniel Duval
  - La Frisée aux lardons, d'Alain Jaspard
  - Furie, de Brian De Palma
  - Journal d'une schizophrène, de Nelo Risi
  - Le Magicien de Lublin, de Menahem Golan
  - Le Mors aux dents, de Laurent Heynemann
  - Le Mouton noir, de Jean-Pierre Moscardo
  - Ne tirez pas sur le dentiste, de Arthur Hiller
  - Prova d'orchestra, de Federico Fellini
  - Tess, de Roman Polanski
  - Le Rabbin au Far West, de Robert Aldrich

### Années 1980
- 1980 :
  - Allons z'enfants, de Yves Boisset
  - Alors... Heureux ?, de Claude Barrois
  - L'Avare, de Jean Girault
  - Le Bar du téléphone, de Claude Barrois
  - Brubaker, de Stuart Rosenberg
  - Buffet froid, de Bertrand Blier
  - La Banquière, de Francis Girod
  - La Boum, de Claude Pinoteau
  - C'était demain, de Nicholas Meyer
  - La Constante, de Krzysztof Zanussi
  - Le Dernier métro, de François Truffaut
  - L'Enfant du diable, de Peter Medak
  - Inspecteur la Bavure, de Claude Zidi
  - Un mauvais fils, de Claude Sautet
  - On a volé la cuisse de Jupiter, de Philippe de Broca
  - Pile ou face, de Robert Enrico
  - Retour à Marseille, de René Allio
  - Saturn 3, de Stanley Donen
  - Les Sous-doués passent le bac, de Claude Zidi
  - La Terrasse, de Ettore Scola
  - Vrijdag, de Hugo Claus
- 1981 :
  - Les Ailes de la colombe, de Benoît Jacquot
  - Les Années lumière, de Alain Tanner
  - Beau-père, de Bertrand Blier
  - Les Chariots de feu, de Hugh Hudson
  - Le Choix des armes, de Alain Corneau
  - Coup de torchon, de Bertrand Tavernier
  - Diva, de Jean-Jacques Beineix
  - La Femme d'à côté, de François Truffaut
  - Garde à vue, de Claude Miller
  - La Gueule du loup, de Michel Léviant
  - Hôtel des Amériques, de André Téchiné
  - L'Homme de fer, d'Andrzej Wajda
  - L'Ombre rouge, de Jean-Louis Comolli
  - La Tragédie d'un homme ridicule, de Bernardo Bertolucci
  - La Revanche, de Pierre Lary
  - Les Uns et les Autres, de Claude Lelouch
  - Les Yeux de la terreur, de Ken Hughes
  - New York 1997, de John Carpenter
  - Pétrole ! Pétrole !, de Christian Gion
  - Psy, de Philippe de Broca
  - Quand tu seras débloqué, fais-moi signe, de François Leterrier
  - Ragtime, de Miloš Forman
  - Taps, de Harold Becker
  - Trois Frères, de Francesco Rosi
  - Une sale affaire, de Alain Bonnot
  - La Soupe aux choux, de Jean Girault
  - Viens chez moi, j'habite chez une copine, de Patrice Leconte
  - Vivre vite !, de Carlos Saura
- 1982 : 
  - Boulevard des assassins, de Boramy Tioulong
  - Le Choc, de Robin Davis
  - Le Grand Pardon, de Alexandre Arcady
  - Josepha, de Christopher Frank
  - L'Étoile du Nord, de Pierre Granier-Deferre
  - Meurtre au soleil, de Guy Hamilton
  - La Nuit de Varennes, de Ettore Scola
  - La Passante du Sans-Souci, de Jacques Rouffio
  - Sacré Moïse, de Gary Weis
  - Les Sous-doués en vacances, de Claude Zidi
  - Tout feu, tout flamme, de Jean-Paul Rappeneau